# Jarosław Miczek
Jarosław Miczek es un deportista polaco que compitió en piragüismo en la modalidad de eslalon. Ganó dos medallas de bronce en el Campeonato Mundial de Piragüismo en Eslalon, en los años 2002 y 2003, y tres medallas en el Campeonato Europeo de Piragüismo en Eslalon entre los años 2004 y 2008.

## Palmarés internacional
| Campeonato Mundial | Campeonato Mundial             | Campeonato Mundial | Campeonato Mundial |
| Año                | Lugar                          | Medalla            | Competición        |
| ------------------ | ------------------------------ | ------------------ | ------------------ |
| 2002               | Bourg-Saint-Maurice (Francia)  | Medalla de bronce  | C2 por equipos     |
| 2003               | Augsburgo (Alemania)           | Medalla de bronce  | C2 por equipos     |
| Campeonato Europeo |                                |                    |                    |
| Año                | Lugar                          | Medalla            | Competición        |
| 2004               | Skopie (Macedonia)             | Medalla de bronce  | C2 por equipos     |
| 2007               | Liptovský Mikuláš (Eslovaquia) | Medalla de bronce  | C2 por equipos     |
| 2008               | Cracovia (Polonia)             | Medalla de plata   | C2 por equipos     |